# Мянтюйоки (река, впадает в озеро Паанаярви)
Мянтюйоки (устар. Мянтю-йоки) — река в России, протекает по территории Лоухского района Карелии. Длина реки — 12 км.
Протекает по территории национального парка «Паанаярви».
Берёт начало из озера Мянтюлампи на высоте 286,7 м над уровнем моря.
Течёт в юэном направлении. В общей сложности имеет 16 малых притоков суммарной длиной 28 км.
Впадает в озеро Паанаярви на высоте 136,6 м над уровнем моря.

## Данные водного реестра
По данным государственного водного реестра России относится к Баренцево-Беломорскому бассейновому округу, водохозяйственный участок реки — Ковда от истока до Кумского гидроузла, включая озёра Пяозеро, Топозеро. Речной бассейн реки — бассейны рек Кольского полуострова и Карелии, впадающих в Белое море.
Код объекта в государственном водном реестре — 02020000412102000000635.